# Santa María (Chili)
Pour les articles homonymes, voir Santa María.
Santa María est une ville et une commune du Chili faisant partie de la province de San Felipe de Aconcagua, elle-même rattachée à la région de Valparaiso. En 2012, sa population s'élevait à 14 504 habitants. La superficie de la commune est de 166 km2 (densité de 87 hab./km2).

Position de Santa María (en rouge) au sein de la Région de Valparaiso.